# 月球激光测距实验

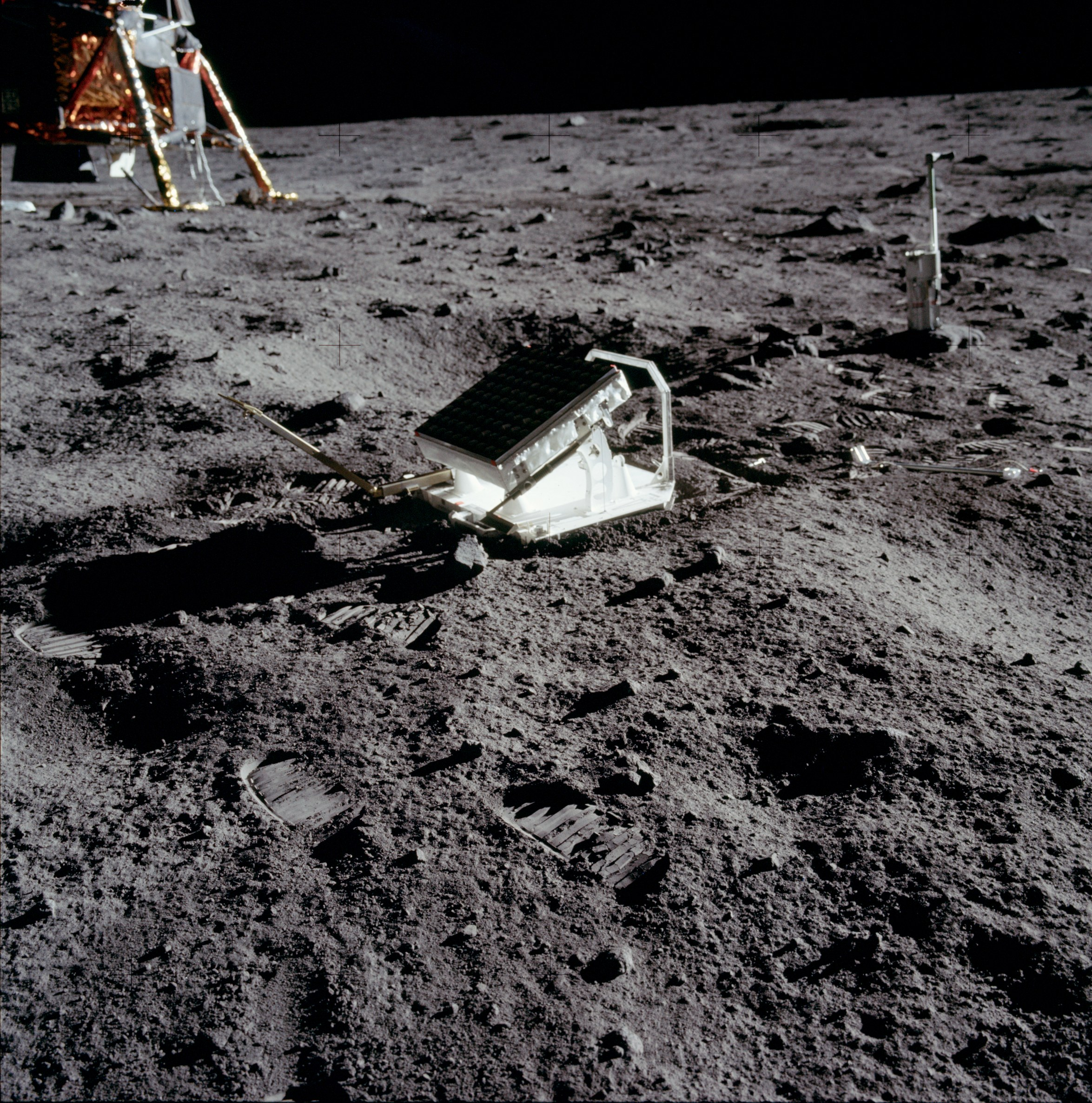
從阿波羅11號開始的月球雷射測距實驗。

月球雷射測距實驗是還在進行中的實驗，使用雷射雷達測量地球和月球之間的距離。在地球上的雷射瞄準阿波羅計畫放置在月球上的復歸反射器，並且測量反射光返回的確實時間。
2018年1月，云南天文台利用1.2m望远镜激光测距系统探测到阿波罗15号的月面反射器返回的激光脉冲信号，中国成为继美国、法国、意大利后第四个实现月球激光测距的国家。

## 早期的測試，阿波羅和月球車

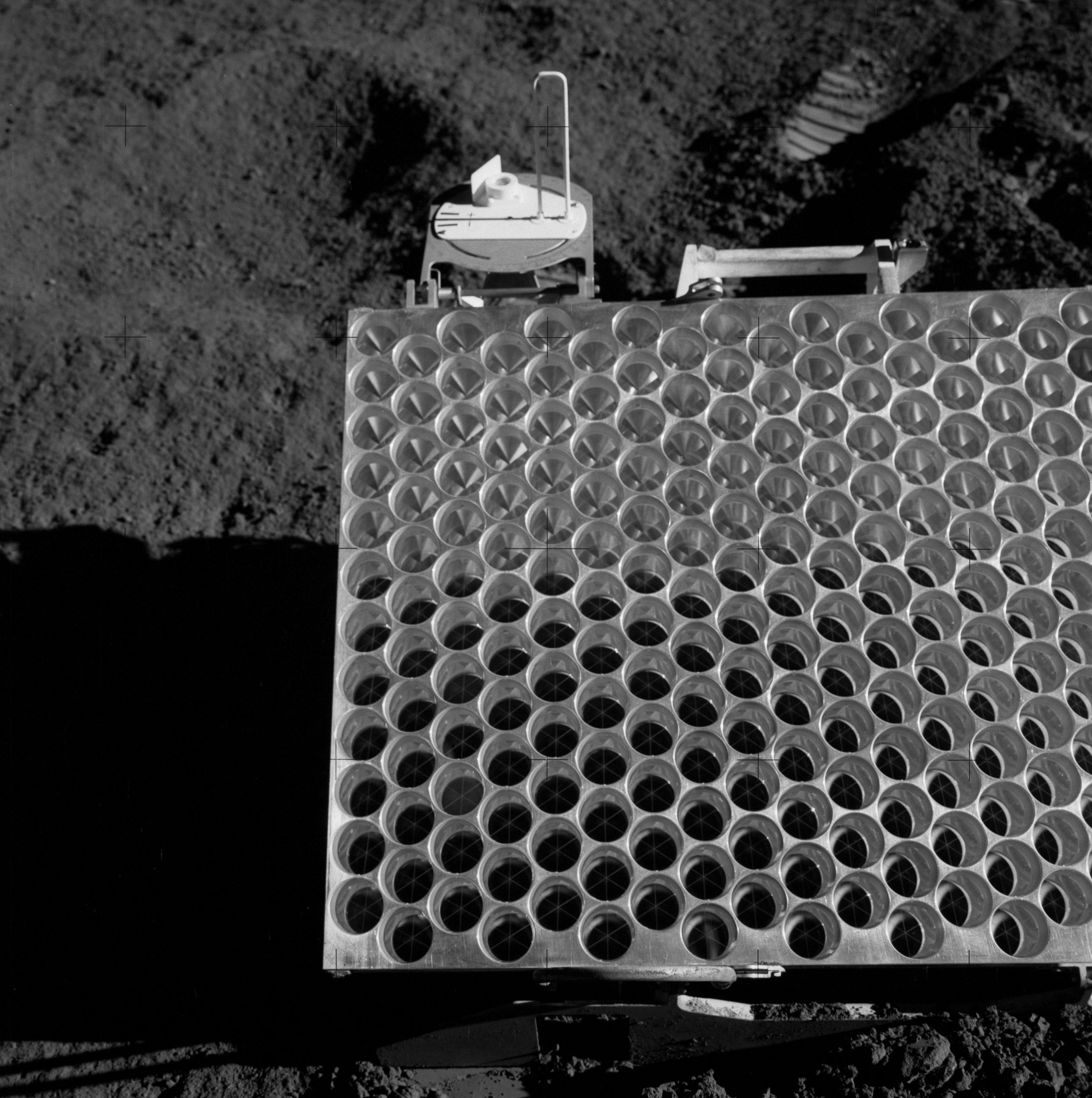
阿波羅15號的LRRR.

阿波羅15號的LRRR圖解。

在1962年，麻省理工學院的一個小組使用毫秒長度的脈衝雷射，首次觀測到反射的回波，成功的完成測試。在同年的稍後，克里米亞天文物理天文台的蘇聯團隊始用Q-開關紅寶石雷射也完成了相似的測試。隨著阿波羅11號的組員在1969年7月21日於月球上安置了復歸反射器之後，測量有了更好的精確性。阿波羅14號和阿波羅15號留置在月球上的兩個復歸反射器，對這個實驗也有貢獻。
無人駕駛的蘇聯月球車1號和月球車2號也攜帶了較小的陣列。起初還收到來自月球車1號的反射信號，但從1971年就偵測不到，直到2010年，加州大學的一個團隊使用NASA月球勘測軌道飛行器的影像才重新發現了這個陣列。月球車2號的陣列仍繼續將信號反射回地球。月球車的陣列在陽光直射下執行的效率衰減，當阿波羅計畫要安置反射器時就考慮到這個因素。

## 成果
這項長期實驗已經有了一些成果： 
- 月球與地球的距離以每年3.8公分的速率不斷的逐漸增加，這種速率已經被認為異常的高[10]。
- 月球很可能有個液態的核心，大約是月球半徑的20% [8]。
- 宇宙中的萬有引力是非常穩定的。從1969年迄今牛頓重力常數 G的變化上限值小於1*10-11[8]。
- 在高精度下已排除任何"諾特維特效應" (使地球和月球朝向太陽，與組成相關的微分加速度) 的可能性[11][12]，強烈支援強等效原理的有效性。
- 月球雷射測距實驗結果的月球軌道精確度在愛因斯坦引力理論 (廣義相對論) 預測的範圍內[8]。

月球上有反射器的存在被用來反駁阿波羅登月是造假的謬論。例如，APOLLO 合作研究
的光子脈衝返回圖表，顯示在此處，阿波羅登陸地點，有符合錐稜鏡陣列的模組存在。

## 圖集

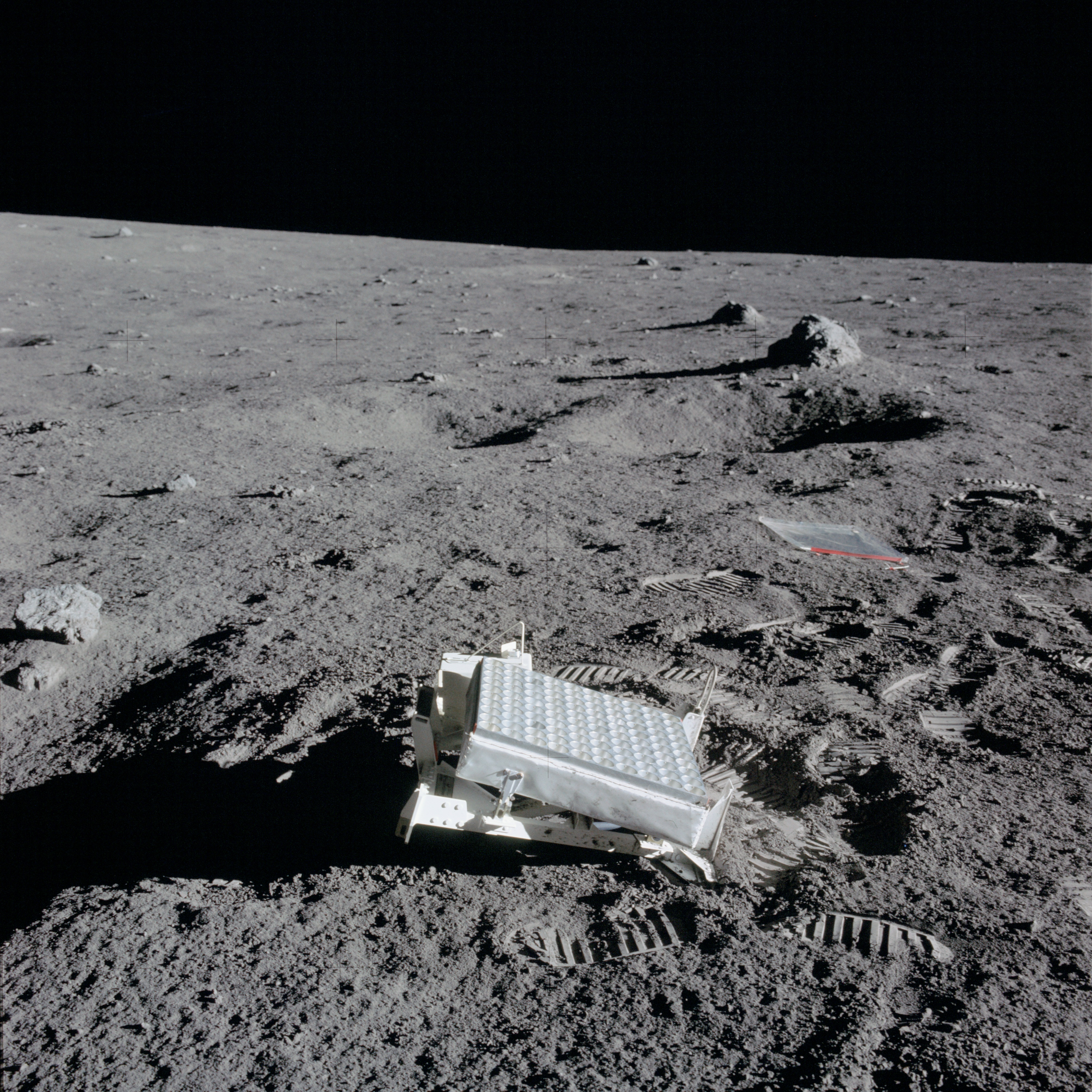
阿波羅14號的月球Retro 反射器 (LRRR)。
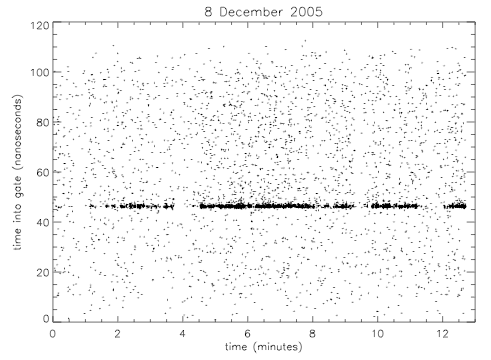
APOLLO 的光子脈衝返回時間記錄。
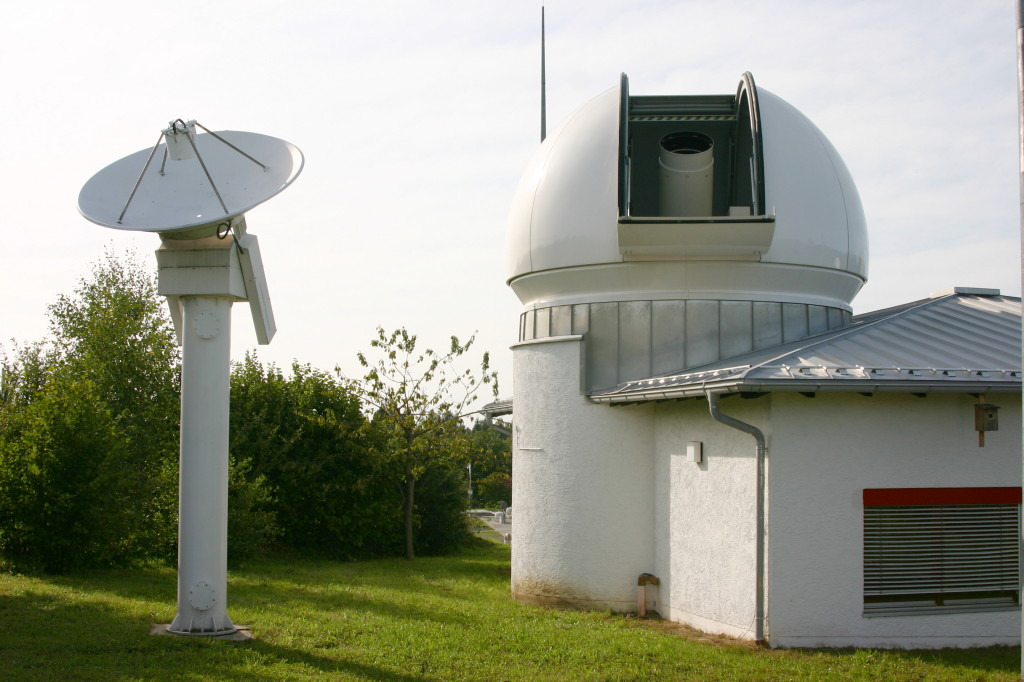
在德國巴伐利亞魏採爾 (Wetzell) 的月球雷射測距站。
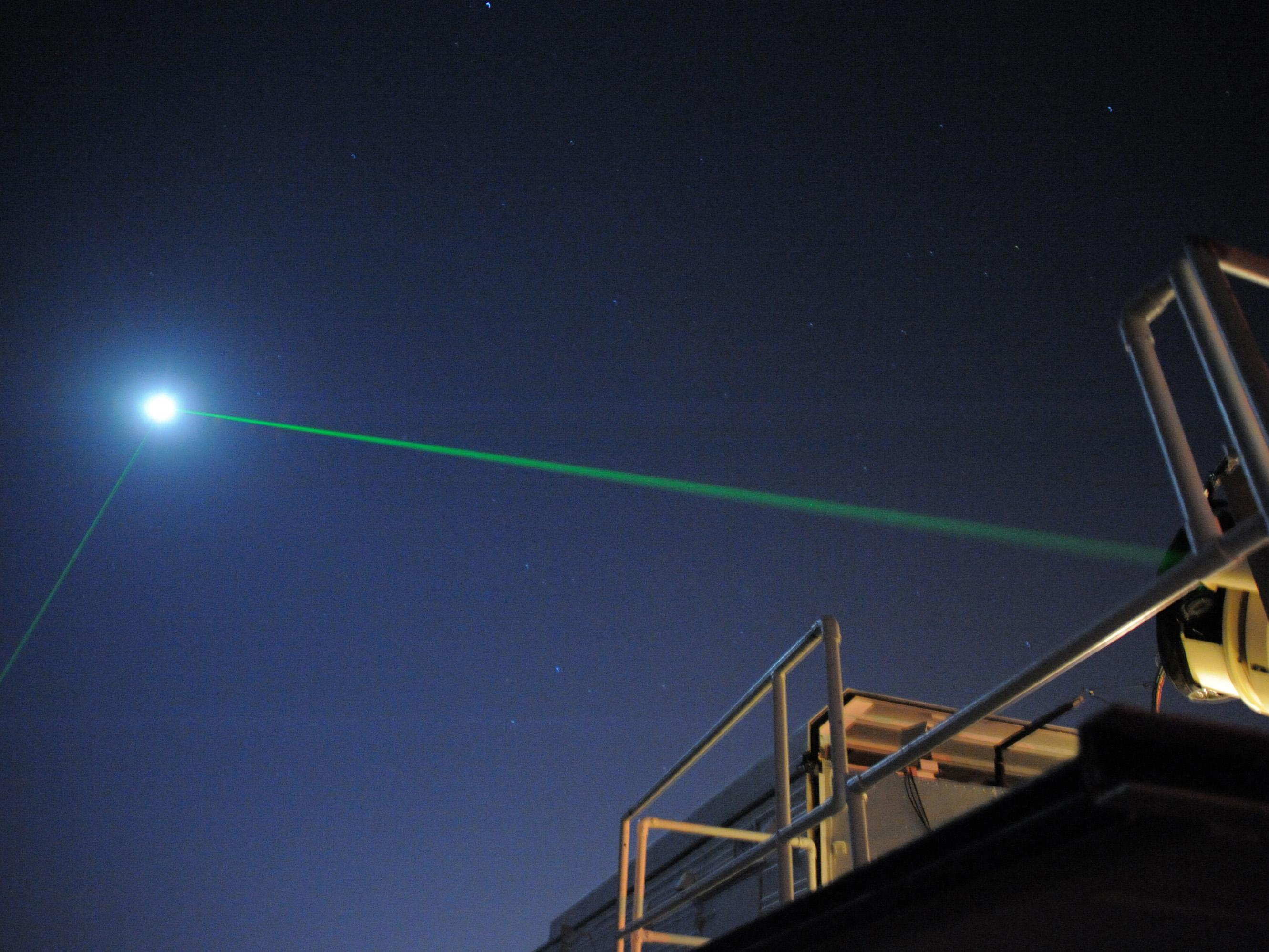
雷射測距設備。

## 外部連結
- Apollo 14 Laser Ranging Retroreflector Experiment （页面存档备份，存于）
- History of Laser Ranging （页面存档备份，存于）
- Lunar Retroreflectors History and Position （页面存档备份，存于）
- Station de Télémétrie Laser-Lune in Grasse, France
- 2002 article about "UW researcher plans project to pin down moon's distance from Earth"
- NASA: What Neil & Buzz Left on the Moon （页面存档备份，存于）
- CNN: Apollo 11 Experiment Still Returning Results after 30 Years （页面存档备份，存于）